# 弗朗西丝卡·布劳塞

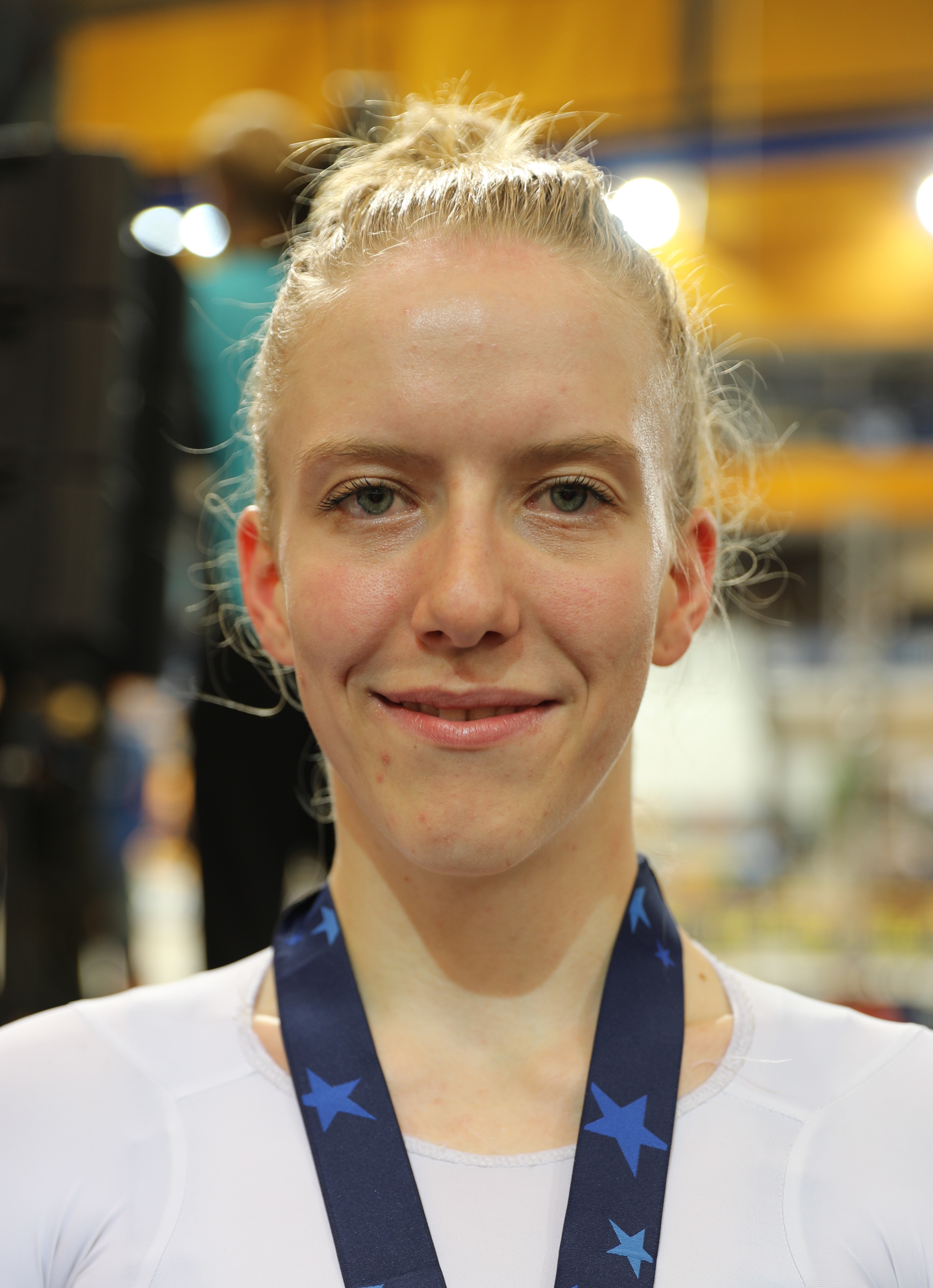
弗兰齐斯卡·布劳塞

弗兰齐斯卡·布劳塞（德語：Franziska Brauße，1998年11月20日—）是一名德国女子职业公路和场地自行车运动员，2019年开始为Ceratizit–WNT职业自行车效力。她曾在2020年世界场地自行车锦标赛上获得女子个人追逐赛和女子团体追逐赛两枚铜牌。